# Кубок Люксембургу з футболу 1999—2000
Кубок Люксембургу з футболу 1999–2000 — 75-й розіграш кубкового футбольного турніру в Люксембурзі. Титул вдруге поспіль здобув Женесс (Еш).

## Календар
| Раунд        | Дата           | Матчі | Клуби    |
| ------------ | -------------- | ----- | -------- |
| Перший раунд | вересень 1999  | 56    | 120 → 64 |
| 1/32 фіналу  | 17 жовтня 1999 | 32    | 64 → 32  |
| 1/16 фіналу  | 5 грудня 1999  | 16    | 32 → 16  |
| 1/8 фіналу   | 5 березня 2000 | 8     | 16 → 8   |
| 1/4 фіналу   | 5 квітня 2000  | 4     | 8 → 4    |
| 1/2 фіналу   | 21 квітня 2000 | 2     | 4 → 2    |
| Фінал        | 26 травня 2000 | 1     | 2 → 1    |

## 1/16 фіналу
| Команда 1              | Рахунок  | Команда 2               |
| ---------------------- | -------- | ----------------------- |
| 5 грудня 1999          |          |                         |
| Гамм 37 (2)            | 0:1      | Гревенмахер             |
| Триколор (3)           | 1:6      | Мондеркаж               |
| Мюленбах (3)           | 1:0      | Шиффланж                |
| Пратцерталь (4)        | 2:14     | Спортинг (Мерциг)       |
| Гобшайд                | 8:2 дч   | Рюмеланж                |
| Петанж (2)             | 0:2      | Ф91 Дюделанж            |
| Свіфт (2)              | 6:7 пен. | Янг Бойз (Дікірх) (2)   |
| Етцелла (2)            | 1:2      | Спора (2)               |
| СК Тетанж (2)          | 0:5      | Роданж 91 (2)           |
| Райсдорф (4)           | 3:2      | Прогрес (Нідеркорн) (2) |
| Грін Бойз 77 (3)       | 2:3 дч   | Холлерич (2)            |
| Расінг (Труав'єрж) (3) | 5:4 пен. | Кер'єнґ (2)             |
| Дарінг (Ехтернах) (3)  | 0:3      | Уніон (Люксембург)      |
| Вікторія Роспорт (2)   | 1:2      | Авенір (Бегген)         |
| Айшен (5)              | 0:5      | Женесс (Еш)             |
| Вормельданж (2)        | 0:1      | Вільц                   |

## 1/8 фіналу
| Команда 1              | Рахунок  | Команда 2             |
| ---------------------- | -------- | --------------------- |
| 5 березня 2000         |          |                       |
| Авенір (Бегген)        | 0:1      | Гревенмахер           |
| Уніон (Люксембург)     | 4:5 пен. | Мондеркаж             |
| Спортинг (Мерциг)      | 2:0      | Гобшайд               |
| Ф91 Дюделанж           | 3:5 пен. | Мюленбах (3)          |
| Расінг (Труав'єрж) (3) | 2:3      | Янг Бойз (Дікірх) (2) |
| Холлерич (2)           | 1:4      | Спора (2)             |
| Роданж 91 (2)          | 5:1      | Райсдорф (4)          |
| Женесс (Еш)            | 6:0      | Вільц                 |

## 1/4 фіналу
| Команда 1             | Рахунок | Команда 2         |
| --------------------- | ------- | ----------------- |
| 5 квітня 2000         |         |                   |
| Янг Бойз (Дікірх) (2) | 0:1     | Гревенмахер       |
| Роданж 91 (2)         | 1:2     | Мондеркаж         |
| Мюленбах (3)          | 0:6     | Спортинг (Мерциг) |
| Спора (2)             | 0:1     | Женесс (Еш)       |

## 1/2 фіналу
| Команда 1         | Рахунок | Команда 2   |
| ----------------- | ------- | ----------- |
| 21 квітня 2000    |         |             |
| Женесс (Еш)       | 2:1     | Гревенмахер |
| Спортинг (Мерциг) | 0:3     | Мондеркаж   |

## Фінал
| 26 травня 2000 |

| Женесс (Еш)                                  | 4:1      | Мондеркаж   |
| -------------------------------------------- | -------- | ----------- |
| Ламборель 16', 27' (пен.), 71' Морокутті 86' | Протокол | Крістоф 84' |

| Жозі Бартель, Люксембург Глядачів: 3 420 Арбітр: Унбеканнт Гросс |